# Urobatis maculatus
Urobatis maculatus é uma espécie de peixe da família Urotrygonidae.
É endémica do México.
Os seus habitats naturais são: mar costeiro, pradarias aquáticas subtidais, recifes de coral, águas estuarinas, marismas intertidais e lagoas costeiras de água salgada.
Está ameaçada por perda de habitat.